# 季克西灣
71°39′27″N 129°8′52″E / 71.65750°N 129.14778°E
季克西灣是俄羅斯的海灣，由薩哈共和國負責管轄，位於勒拿河口東南方的拉普捷夫海，長21公里、寬17公里，水深2至11米，每年十月至翌年七月結冰。